# Religija u Švedskoj
Religija u Švedskoj datira od 11. stoljeća, kada se dogodilo pokrštavanje Švedske.
Od 16. stoljeća, Švedska je uglavnom luteranska. Od protestantske reformacije u 1530-im do 2000., Luteranska Crkva u Švedskoj (švedski: Svenska kyrkan) bila je državna Crkva. Prema popisu 2012., oko 67,5% švedskih građana su članovi Crkve Švedske (luterani), u odnosu na više od 95% u 1970., i 83% u 2000. Unatoč tome, religioznost u Švedskoj igra ograničenu ulogu u usporedbi s europskim prosjekom. 
Povijest Židova u Švedskoj može se pratiti natrag do 17. stoljeća. Zbog imigracije na kraju 20. stoljeća, danas postoji značajan broj muslimana (4% stanovništva) i katolika (2%). Među najaktivnijim katolicima u Švedskoj su: Poljaci, Hrvati i Španjolci. Švedske svetice su: sv. Brigita i sv. Kristina te blažena Elisabeth Hesselblad i dr.

## Galerija
- Širenje kršćanstva u Europi i na Sredozemlju.
- Europa u doba velike podjele 1054. godine.
- Religija u Europi, na Sredozemlju i na Bliskom Istoku 1100.
- Religije u Europi 1560.